# Szo Jedzsi
Szo Jedzsi (hangul: 서예지, handzsa: 徐睿知, RR: Seo Yeji; Szöul, 1990. április 6.–) dél-koreai színésznő, jelentősebb sorozatai közé tartozik a Murimhakkjo, a The Night Watchman’s Journal, a Save Me, a Lawless Lawyer és a Gyógyító szerelem.

## Élete és pályafutása
A középiskolát követően a Madridi Complutense Egyetemen tanult újságírást, televíziós bemondó szeretett volna lenni. 2013-ban azonban a színészet felé fordult, miután akkori ügynökségének vezetője rábeszélte erre. Első szerepét a Potato Star 2013QR3 című szitkomban kapta.

## Filmográfia

### Filmek
| Év   | Cím                                  | Szerep                         | Megjegyzés | Hiv.          |
| ---- | ------------------------------------ | ------------------------------ | ---------- | ------------- |
| 2013 | Love                                 | Mindzsu (Min-joo)              | rövidfilm  | [ 7 ]         |
| 2015 | A trón                               | Csongszun (Jeongsun) királyné  |            | [ 8 ]         |
| 2015 | Circle of Atonement                  | Kang Jusin (Kang Yoo-shin)     |            | [ 9 ]         |
| 2015 | Seondal: The Man Who Sells the River | Kjujong (Gyu-young)            |            | [ 10 ]        |
| 2017 | Another Way                          | Csongvon (Jeong-won)           |            | [ 11 ]        |
| 2017 | The Bros                             | Szara (Sa-ra)                  | cameo      | [ 12 ]        |
| 2018 | Meet the Memories                    | Jonszu (Yeon-soo)              | VR-film    | [ 13 ]        |
| 2019 | Warning: Do Not Play                 | Midzsong (Mi-jeong)            |            | [ 14 ]        |
| 2019 | Quantum Physics                      | Szong Unjong (Seong Eun-yeong) |            | [ 15 ] [ 16 ] |

### Televíziós sorozatok
| Év   | Cím                                     | Szerep                                 | Csatorna | Hiv.   |
| ---- | --------------------------------------- | -------------------------------------- | -------- | ------ |
| 2013 | Potato Star 2013QR3                     | No Szujong (No Su-yeong)               | tvN      | [ 5 ]  |
| 2014 | The Night Watchman’s Journal            | Pak Szurjon (Park Su-ryeon)            | MBC      | [ 17 ] |
| 2014 | Drama Special The Three Female Runaways | Szudzsi (Su-ji)                        | KBS2     | [ 18 ] |
| 2014 | Drama Festival Gabon                    | Kjonghi (Gyeonghui)                    | MBC      |        |
| 2015 | Super Daddy Yeol                        | Hvang Dzsihje (Hwang Ji-hye)           | tvN      | [ 19 ] |
| 2015 | Last                                    | Sin Nara (Shin Na-ra)                  | jTBC     | [ 20 ] |
| 2016 | Murimhakkjo                             | Sim Szundok (Shim Sun-deok)            | KBS2     | [ 21 ] |
| 2016 | Another Oh Hae-young                    | O Szohi (Oh Seo-hee) (cameo, 15. rész) | tvN      | [ 22 ] |
| 2016 | Hwarang: The Poet Warrior Youth         | Szukmjong (Suk-myeong) hercegnő        | KBS2     | [ 23 ] |
| 2017 | Save Me                                 | Im Szangmi (Im Sang-mi)                | OCN      | [ 24 ] |
| 2018 | Lawless Lawyer                          | Ha Dzseji (Ha Jae-yi)                  | tvN      | [ 25 ] |
| 2020 | Gyógyító szerelem                       | Ko Munjong (Ko Mun-yeong)              | tvN      | [ 26 ] |

## Videóklipek
| Év   | Cím                                                                    | Előadó   | Hiv.   |
| ---- | ---------------------------------------------------------------------- | -------- | ------ |
| 2015 | Uri szaranghadzsi marajo (우리 사랑하지 말아요, Uri saranghaji marayo) | Big Bang | [ 27 ] |

## Díjak és jelölések
| Év   | Díjátadó             | Kategória            | jelölt                       | Eredmény | Hiv.   |
| ---- | -------------------- | -------------------- | ---------------------------- | -------- | ------ |
| 2014 | 33. MBC Drama Awards | Legjobb új színésznő | The Night Watchman’s Journal | Jelölve  | [ 28 ] |

## Fordítás
- Ez a szócikk részben vagy egészben  a   Seo Ye-ji című angol Wikipédia-szócikk ezen változatának fordításán alapul.  Az eredeti cikk szerkesztőit annak laptörténete sorolja fel. Ez a jelzés csupán a megfogalmazás eredetét és a szerzői jogokat jelzi, nem szolgál a cikkben szereplő információk forrásmegjelöléseként.